# Cyrtandra tesselata
Cyrtandra tesselata är en tvåhjärtbladig växtart som beskrevs av Olive Mary Hilliard och Brian Laurence Burtt. Cyrtandra tesselata ingår i släktet Cyrtandra och familjen Gesneriaceae. Inga underarter finns listade i Catalogue of Life.